# I telefon
I telefon är en pjäs i en akt skriven av Victoria Benedictsson under pseudonymen Ernst Ahlgren 1887 och var hennes debut som dramatiker. Pjäsen innefattar likt Benedictssons andra texter normer och förväntningar på de olika könen och den ekonomiska faktorn i romantiska bindningar. Det är även en berättelse om kärlek som möjliggörs tack vare tidens nya kommunikationsmedel.
Pjäsen hade premiär på Kungliga Dramatiska Teatern den 7 mars 1887 med Ellen Hartman i huvudrollen. Pjäsen blev en stor publikframgång och ansågs som en av de bästa svenska enaktspjäserna av samtiden. Pjäsen var det enda skådespel som Benedictsson skrev som uppfördes under hennes livstid.

## Handling
Pjäsen handling är en slags askungeresa och börjar med att sjuttonåriga Siri, som är föräldralös och fattig, sitter ensam och renskriver som en del av sitt arbete för sin släkting. Telefonen ringer och i luren låter vännen Karl ovanligt hes. De har ett långt samtal där Siri skvallrar om sin kusin Ida och om hennes uppvaktande kavaljer och fästman Birger. Hon berättar även att hon är "alldeles ensam hemma i kväll" då hennes kusiner är på bal och att hon inte har någon klänning att gå på bal med.
Idas fästman Birger kommer på oväntat besök och under kvällen lockar han Siri att berätta om sin ensamhet efter föräldrarnas död. Han berättar för henne om sin döda mor och de pratar om sina drömmar om framtiden. Pratet leder till att Birger avslöjar att han ska slå upp förlovningen med Ida och han friar istället till Siri. Detta kan leda till ett anständigare liv för Siri eftersom det ger henne möjlighet att lämna sin uppväxtmiljö. Till slut förstår Siri att det inte var Karl hon pratade med tidigare över den dåliga telefonlinjen, utan Birger.
Deras samtal avbryts då de andra kommer hem från balen. Birger lämnar då tillbaka ringen till sin fästmö medan Siri tjuvlyssnar vid dörren. De sista replikerna uttrycker stor glädje då Siri har fått en livskamrat att dela sina drömmar med.

## Mottagande
Pjäsen hade stor framgång och i en recension i Stockholms Dagblad kallades Benedictsson en ”framstående författarinna” vars pjäs kunde räknas till ”det bästa inom sin genre”. Recensenten hade några invändningar men räknade upp alla förtjänster som ”den roligt funna intrigen, den naturliga karakteristiska dialogen och framförallt den finhet hvarmed Siris karakter tecknats”. Även en recension i Sydsvenska Dagbladet hyllar pjäsen som "en av våra bästa enaktspjäser af svenskt ursprung" och Hartman för sin tolkning av Siri som sin "glansroll".